# 宇都宮市立中央小学校
宇都宮市立中央小学校（うつのみやしりつ ちゅうおうしょうがっこう）は、栃木県宇都宮市中央本町にある公立の小学校。

## 概要
宇都宮市立中央小学校は宇都宮市中心市街地にあり、周辺には東武宇都宮駅や宇都宮中央郵便局、NHK宇都宮放送局、宇都宮市役所、宇都宮城址公園などが近い。2008年（平成20年）には創立100周年を迎えた。

## 沿革

### 略歴
1987年（明治20年）9月に河内郡第一高等小学校として開校。その後、市制施行や小学校令の改正で校名を改称し、1947年（昭和22年）4月の学校教育法施行により、それまでの宇都宮市立中央国民学校から宇都宮市立中央小学校と改称された。

### 年表
- 1887年（明治20年）9月 - 河内郡第一高等小学校として開校。
- 1890年（明治23年）4月 - 宇都宮町立高等小学校と改称。
- 1896年（明治29年）4月1日 - 宇都宮町の市制施行により、宇都宮市立高等小学校と改称。
- 1908年（明治41年）4月 - 小学校令の改正により尋常科を併置し、宇都宮市立尋常高等小学校と改称。この年を創立の年とする。
- 1909年（明治42年）2月10日[1] - 私立宇都宮盲唖学校（現・栃木県立盲学校・聾学校）が校舎の一角で開校する[2]。
- 1911年（明治44年）4月1日 - 私立宇都宮盲唖学校が近隣に新築移転[2]。
- 1923年（大正12年）4月 - 宇都宮市中央尋常小学校と改称。
- 1935年（昭和10年）7月 - 鉄筋3階建て校舎が完成。
- 1941年（昭和16年）4月1日 - 国民学校令施行により、宇都宮市立中央国民学校と改称。
- 1945年（昭和20年）7月 - 戦災により鉄筋校舎1棟を残し、その他の建物全部を焼失。
- 1947年（昭和22年）4月1日 - 学校教育法施行により、宇都宮市立中央小学校と改称。
- 1948年（昭和23年）6月 - 木造2階建て8教室を新築、2部授業を解消。
- 1963年（昭和38年）5月 - 特別支援学級を設置。
- 1975年（昭和50年）3月 - 鉄筋4階建て校舎完成、仮校舎から移転。
- 1985年（昭和60年）4月 - 肢体不自由児学級を設置。
- 1996年（平成8年）4月 - 自閉症・注意欠陥多動性障害通級指導教室設置。
- 2008年（平成20年）
  - 6月2日 - 来日したワンガリ・マータイが児童とともにハナモモを植樹した[3]。
  - 11月 - 創立100周年記念式典挙行。
- 2011年（平成23年）1月 - 耐震補強工事完了。
- 2017年（平成29年）10月 - 通級指導教室移設工事完了。
- 2018年（平成30年）11月 - 創立110周年記念式典挙行。

## 学校行事
| - 4月 始業式、入学式 - 5月 家庭訪問、運動会 - 6月 避難訓練 | - 7月 避難訓練 - 8月 - 9月 | - 10月 1学期終業式、2学期始業式、修学旅行 - 11月 持久走大会 - 12月 | - 1月 - 2月 6年生を送る会 - 3月 卒業式、修了式 |

## 通学区域
以下の全域
- 旭（一・二丁目）
- 御蔵町
- 中央（一・二・三・五丁目）
- 中央本町
- 中河原町
- 二番町
- 馬場通り二丁目
- 二荒町
- 本丸町
- 曲師町

以下の一部
- 一番町
- 河原町
- 三番町
- 天神（一・二丁目）
- 馬場通り（一・三・四丁目）
- 松が峰一丁目
- 宮園町
- 宮町

## 進学先中学校
出典
- 宇都宮市立旭中学校

## 周辺
- 宇都宮市営中央小学校北駐輪場 - 敷地が隣接。
- オリオン通り
- 釜川
- 宇都宮中央郵便局
- NHK宇都宮放送局
- MEGAドン・キホーテ ラパーク宇都宮店
- エフエム栃木
- 宇都宮市中央生涯学習センター
- 宇都宮市総合福祉センター
- カトリック松が峰教会
- 宇都宮市立中央児童公園
- 宇都宮メディア・アーツ専門学校
- 旭町の大いちょう

## 交通
宇都宮市道本丸西通り沿いにある学校正門までの距離
- 東武宇都宮線東武宇都宮駅（東口）から、徒歩約400m、約6分。
- JR東北新幹線・東北本線宇都宮駅（西口）から、関東バス34系統「県庁・市役所経由・宇都宮市内循環線きぶな号」で、「みはし通り」バス停（御橋通り上）下車後、徒歩約245m、約4分（学校敷地からバス停留所まで直線距離では約40mほどだが、道路形状の関係で学校正門までは大きく遠廻りとなる）。